# Riz soufflé
 (mars 2022).
Si vous disposez d'ouvrages ou d'articles de référence ou si vous connaissez des sites web de qualité traitant du thème abordé ici, merci de compléter l'article en donnant les références utiles à sa vérifiabilité et en les liant à la section « Notes et références ».

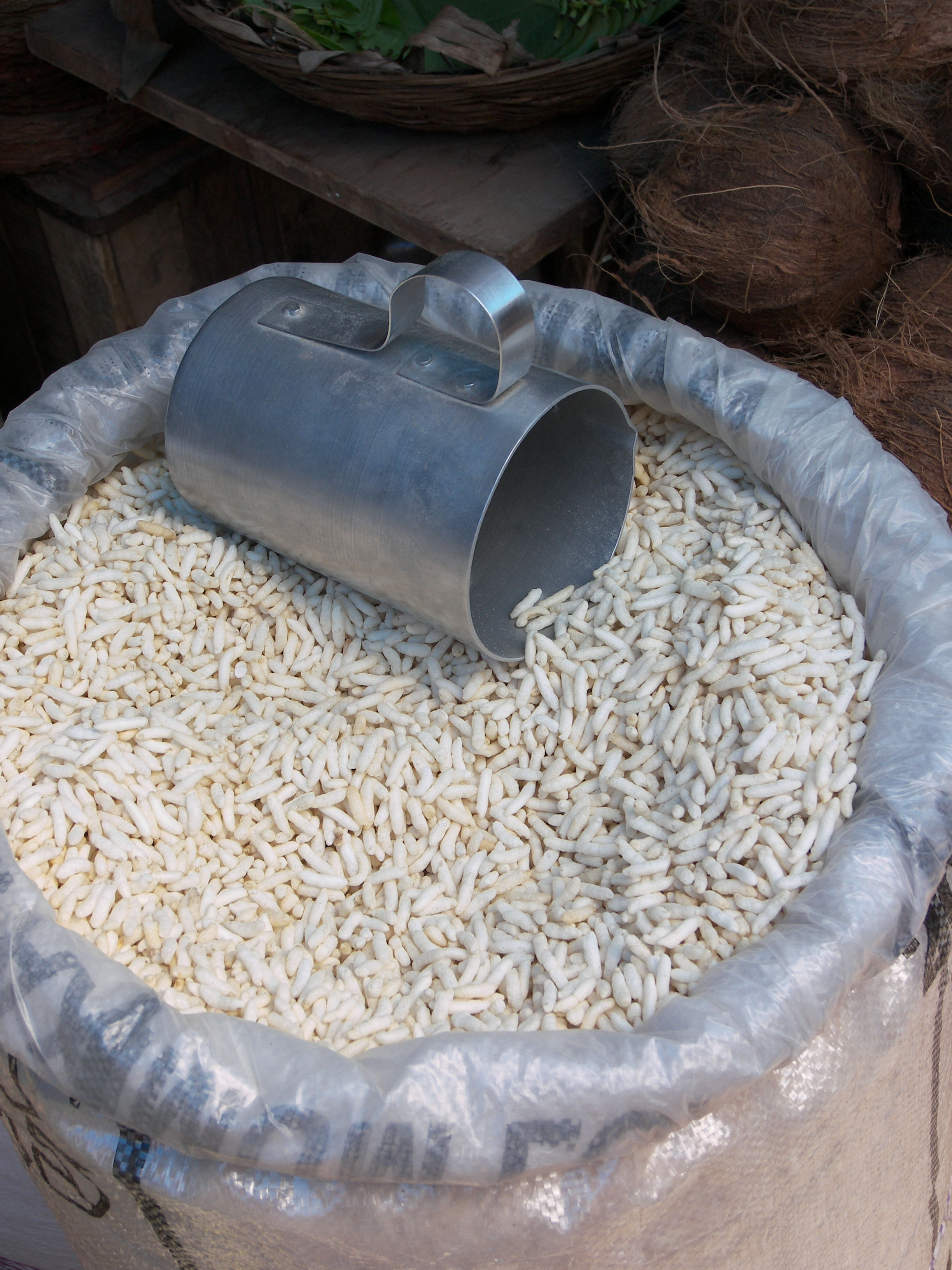
Riz soufflé en vente au marché d'Ulsoor, à Bangalore.

Le riz soufflé est une céréale soufflée généralement obtenue en chauffant les grains de riz sous haute pression en présence de vapeur d'eau. Cependant, il existe d'autres méthodes.

## Élaboration

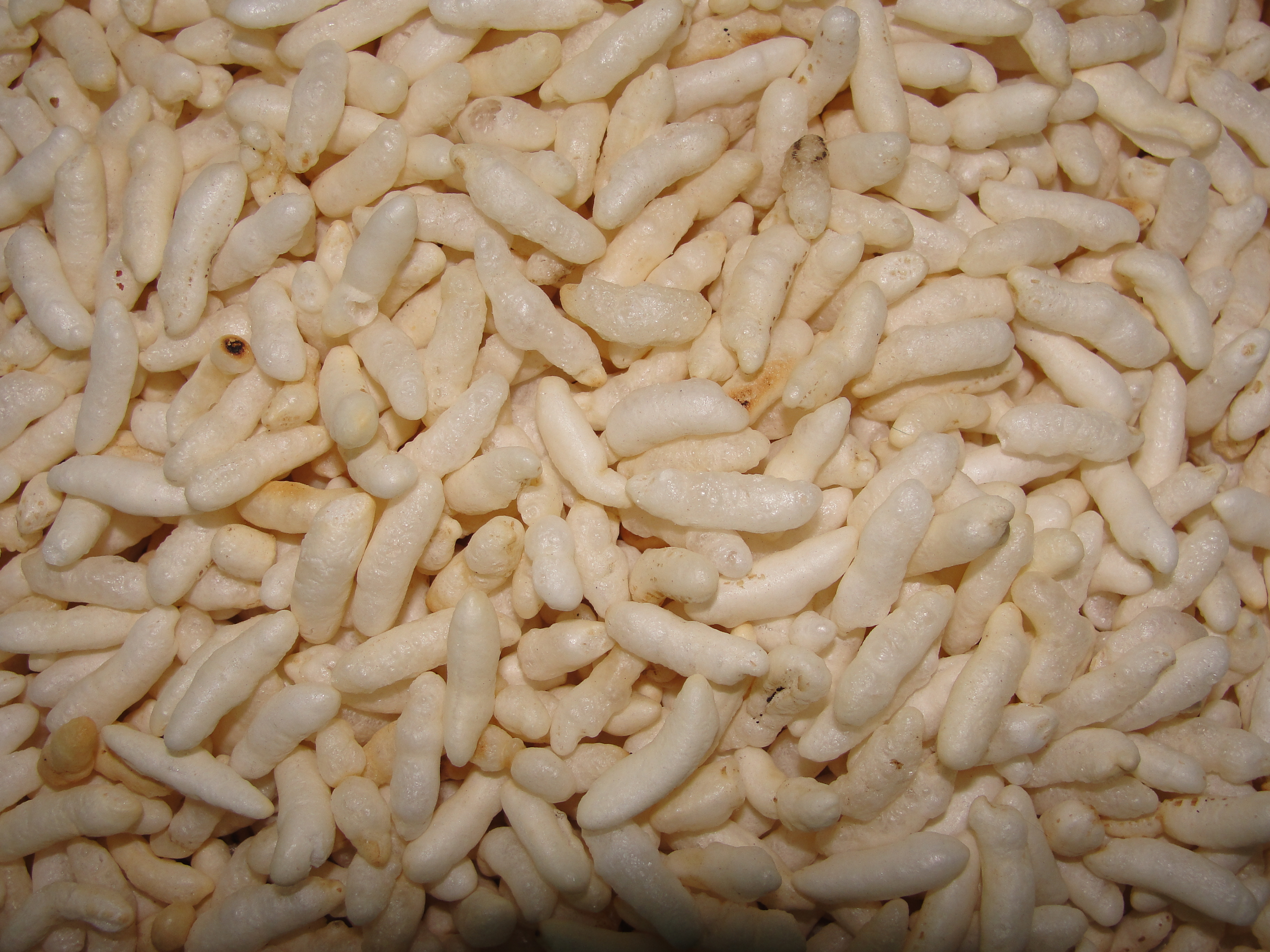
Vue rapprochée de riz soufflé

Le riz soufflé est souvent élaboré en plaçant les grains sous une haute pression en présence de vapeur d'eau : quand l'enveloppe du grain rompt, la vapeur dilate l'albumen du grain, augmentant plusieurs fois son volume.
Un riz soufflé traditionnel indien appelé muri (parfois écrit 'mouri') est fait en chauffant du riz dans un four rempli de sable. Le procédé permettrait une meilleure durée de conservation du riz.
Dans certaines céréales (comme les Rice Krispies), le riz et les autres ingrédients sont réduits en une pâte à laquelle on donne la forme de grains de riz soufflés à la cuisson.

## Origine
Le riz soufflé (Pori) est mentionné dans la littérature tamoule en tant qu'offrande aux divinités hindoues. Au XVe siècle, le poète tamoule Arunagirinathar (en) mentionne l'offrande de Pori(Marathi:पोरी) à Ganesh
avec du jaggery, dans Thiruppugazh (en), son anthologie de chansons religieuses.

## Consommation
Le riz soufflé est consommé en Occident dans les céréales de petit déjeuner et comme snacks dans de nombreux pays.
En Inde, il entre dans la composition du bhel puri (en), un plat populaire du l'état de Maharashtra, et est toujours utilisé comme offrande religieuse par la communauté marathe notamment au dieu Ganesh qui est réputé en raffoler plus que tout autre.
En plus d’être offert aux dieux, le riz soufflé aussi appelé pori ou muri(écrit 'mouri') est généralement utilisé dans la gastronomie Indienne comme élément pour le petit déjeuner et apéritif aussi, et dans certains endroits, il est très commun de le trouver comme une sorte de nourriture de rue. Dans certaines régions d’Asie, comme au Bangladesh ou au Bengale, le mouri (bengali:মুড়ি) est consommé comme une sorte de pop-corn, sauf que la céréale dont il provient est le riz au lieu du maïs.